# 미시시피주의 주지사

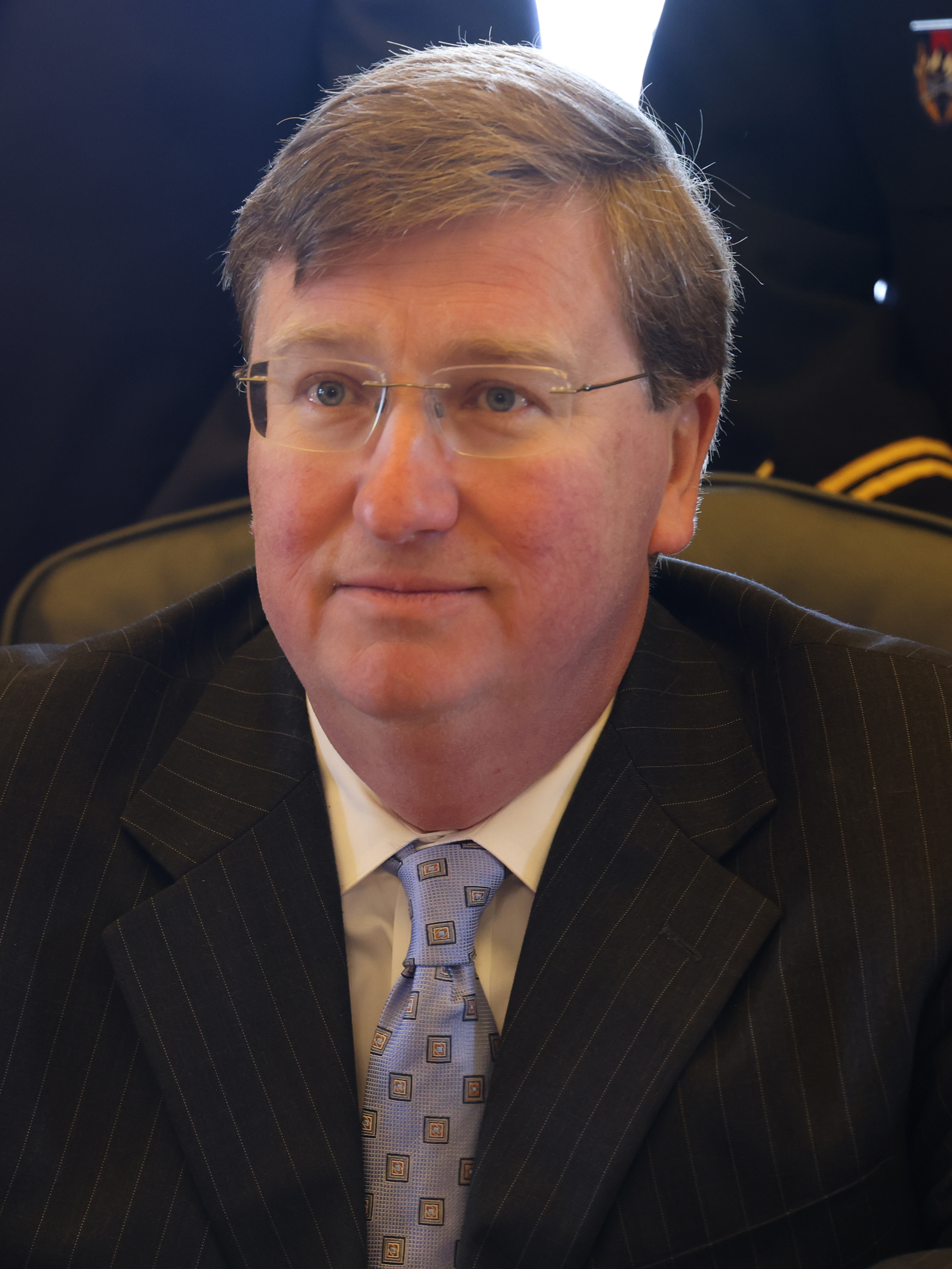
테이트 리브스 현 미시시피주지사

미시시피주의 주지사(영어: Governor of Mississippi)는 미국 미시시피주 정부의 수장이자 미시시피주 군대의 총사령관이다. 주지사는 주법을 집행할 의무가 있으며, 미시시피 주의회에서 통과된 법안을 승인하거나 거부할 권한이 있으며, 언제든지 의회를 소집하고 반역이나 탄핵의 경우를 제외하고는 사면과 유예를 할 수 있다.

## 역사
1798년 미시시피 준주가 창설되었을 때, 미시시피 준주에는 주지사가 포함된 정부가 부여되었다. 미시시피는 1817년에 주 지위를 부여받았다. 미시시피 준주의 첫 번째 헌법은 임명권이 제한되고 2년 임기로 제한되는 약한 주지사에게 적용되었다.  이 임기는 1869년 헌법에서 4년으로 연장되었다. 1918년에는 주지사가 의회에 예산 제안서를 제출할 수 있도록 허용하는 법안이 통과되었다. 1986년 유권자들은 주지사가 연임에 도전할 수 있도록 허용하는 헌법 개정안을 승인했다.

## 선거
잠재적 주지사 후보자는 30세 이상이어야 하며, 선거 전까지 20년 이상 미국 시민권자이자 5년 이상 미시시피주에 거주한 적이 있어야 한다. 4년의 임기를 유지하며 2연임으로 제한된다.

## 정치 역학
미시시피주의 주지사는 헌법에 규정된 권한이 부족하고, 권한에 대한 상당한 제약이 있으며, 다른 선출직 공무원들에게 주 행정 권한이 확산되어 제도적 권한이 약하다. 다른 주와 달리 미시시피 주지사는 주 예산 절차에 대한 헌법적 또는 법적 권한이 거의 없다. 미시시피주가 경쟁적인 양당 체제를 발전시키면서 주지사는 입법부 내 당파적 지도자로서 당파적 지도자에 대한 중요성이 더욱 커졌다.